# El temps de les cireres
El temps de les cireres és una novel·la de l'escriptora Montserrat Roig, guardonada amb el Premi Sant Jordi de novel·la el 1976 i publicada per primer cop el 1977.

## Argument
La novel·la relata el retorn a Barcelona de la Natàlia, després d'haver viscut dotze anys a França i Anglaterra, i pocs dies després de l'execució de Salvador Puig i Antich. La Natàlia pertany a una família burgesa de Barcelona, la família Miralpeix. Tots els personatges de la novel·la intenten buscar un sentit a la vida en una Barcelona marcada pels darrers anys del franquisme. El títol de la novel·la fa referència a «Le temps des cerises» de Jean-Baptiste Clément, poeta de la Comuna de París, subratllant el desig de recerca d'un paradís perdut. La novel·la està escrita en tercera persona i s'estructura en cinc parts: «Gorgs», «Aroma de tardor», «Corns de caça», «Quietud», «Becaines d'àngels custodis» i «Només somnis».

## Personatges
- Natàlia Miralpeix: Protagonista i fil conductor del relat, que retorna a Barcelona i intenta reconstruir el passat i el present de la seva família. És poruga i inestable sentimentalment.
- Joan Miralpeix : El pare de la Natàlia, bojament enamorat de la seva dona, i que ha renunciat als seus ideals per adaptar-se al nou règim.
- Judit Fléchier: Esposa de Joan Miralpeix. És tendra i delicada i està obsessivament trasbalsada per la mort d'una amiga.
- Tia Patrícia: Tia i padrina de la Natàlia. Casada amb el poeta Esteve Miràngels i enamorada platònicament de Gonçal Rodés.
- Lluís : Fill d'en Joan, egoista i triomfador.
- Sílvia : Esposa d'en Lluís. Una dona sense cultura que viu lligada al marit i només es preocupa del seu físic.
- Màrius : Fill d'en Lluís. És un adolescent idealista i sensible, molt diferent al seu pare.

## Lectura fàcil
El 2016 es va presentar una versió de la novel·la en format lectura fàcil, promoguda entre el Departament de Cultura de la Generalitat de Catalunya i l'Associació Lectura Fàcil. L'adaptació es va fer coincidint amb el 25è aniversari de la mort de l'escriptora i periodista. L'objectiu era adaptar l'obra per tal que fos fàcil de llegir i d'entendre a persones que tenen dificultats lectores. Són llibres molt adequats per a persones nouvingudes que estan aprenent català o per a joves i adults amb problemes d'aprenentatge o trastorns que afecten la capacitat lectora. L'adaptació es fa seguint les directrius de la Federació Internacional d'Associacions de Bibliotecaris i Institucions (IFLA) pel que fa al llenguatge, el contingut i la forma. La novel·la conté també una breu biografia de l'escriptora i un petit apartat de context històric que emmarca els fets que s'hi relaten.